# HD 4208
HD 4208 ist ein Hauptreihenstern der Spektralklasse G5 im Sternbild Sculptor (Bildhauer), um den 2001 ein Planet entdeckt wurde. Als gelber Zwerg ist der Stern, obwohl er ein wenig kleiner und kühler ist, unserer Sonne sehr ähnlich. Bereits mit einem guten Fernglas kann HD 4208, der eine scheinbare Helligkeit von 7,8 mag besitzt, ausgemacht werden. Mit einer großen Halbachse von nur 1,65 AE umkreist der Exoplanet mit der Bezeichnung HD 4208 b seinen Stern bei einer Exzentrizität der Umlaufbahn von 0,05 auf einer relativ nahen Umlaufbahn.